# Stig Rudberg
Stig Yngve Rudberg, född den 28 oktober 1920 i Vänersborg, död den 19 augusti 2011 i Lund, var en svensk klassisk filolog. Han var sonson till kontraktsprosten August Rudberg, dotterson till kontraktsprosten Johan Hemberg, son till biskop Yngve Rudberg och hans maka Margit, f. Hemberg och gift med författaren Inger Norborg. Han var bror till viceamiralen Per Rudberg och författaren Birgitta Rudberg.
Rudberg blev filosofie licentiat vid Uppsala universitet 1947 och filosofie doktor 1954. Han upprätthöll diverse skoltjänster 1945-54, var docent i Uppsala 1954-57 och universitetslektor och docent vid Stockholms universitet 1957-66. Han blev lektor vid högre allmänna läroverket i Lidköping 1957, vid Norra latin i Stockholm 1960, professor i grekiska språket och litteraturen vid Lunds universitet 1966 samt emeritus 1986. Han var prefekt för klassiska institutionen och antikmuseet 1970-75, styrelseledamot i Svenska klassikerförbundet 1957-77, vice ordförande 1970-77, ordförande Klassiska föreningen i Lund 1967-77, hedersledamot 1977, styrelseledamot Grekiska institutet i Stockholm 1980-83 samt ålderman i Västgöta gille i Malmö 1985-95. Bland hans skrifter märks Études sur la tradition manuscrite de Saint Basile (1953), L'homélie de Basile sur le mot Observe-toi toi-méme (1962), La tradition manuscrite directe des neuf homélies sur l'Hexaéméron (tillsammans med Emmanuel Amand de Mendieta 1980), översättningar från nygrekiska, av bland andra Kavafis och Kazantzakis (tillsammans med andra) sedan 1984, uppsatser i inhemska och utländska facktidskrifter samt artiklar och recensioner i dagspressen. Han var utgivare av Eranos (tillsammans med andra) sedan 1956 och av Studia Græca Stockholmiensia 1960-66. Han blev ledamot av Vetenskapssocieteten i Lund 1966 och Kungliga Humanistiska Vetenskapssamfundet i Lund 1968 samt korresponderande ledamot av Nathan Söderblom-Sällskapet 1970.